# إدغار سيدني كلينش
إدغار سيدني كلينش هو سياسي كندي، ولد في 1866، وتوفي في 1937. انتخب عضو المجلس التشريعي في ساسكاتشوان ‏.